# Spoorlijn Nürnberg - München
De spoorlijn Nürnberg - Ingolstadt - München is een Duitse spoorlijn als spoorlijn 5934, (NBS) (Reichswald - Ingolstadt Nord) en als spoorlijn 5501, (ABS) (München Hbf - Treuchtlingen) onder beheer van DB Netze.

## Geschiedenis
Het traject tussen Ingolstadt en München werd in 1867 door de Königlich Bayerischen Staats-Eisenbahnen geopend. 

In de tijd van het toenmalige West-Duitsland werd in het Bundesverkehrswegeplan 1985 een (deels) nieuwe spoorlijn voorzien tussen Neurenberg en München. Dit als onderdeel van de verbinding Hamburg-München. Dat ging in het toenmalige West-Duitsland toen om de twee grootste steden van het land waarbij het spoorwegnet in West-Duitsland om historische redenen nog gericht lag op Berlijn. Maar door de deling van Duitsland kwamen de vervoersstromen in West-Duitsland meer in een Noord-Zuidrichting te lopen. En de spoorlijnen op die routes waren vaak niet gebouwd op deze drukte.
Met de hereniging van Duitsland vanaf 1990 werd ook een goede verbinding tussen Beieren en Berlijn weer van groot belang geacht. In het kader van de hereniging startte een reeks van projecten om de verbindingen tussen Oost- en West-Duitsland weer te herstellen. De verbinding Berlijn-München is in stappen hersteld en opgewaardeerd in het kader van het totaalproject "Verkehrsprojekt Deutsche Einheit Nr. 8" (VDE 8). Het accent lag daarbij op de verbinding Berlijn-Nürnberg, maar in bredere zin werd ook de opwaardering van de verbinding Nürnberg-München als onderdeel gezien.
Het definitieve plan werd de aanleg van een nieuwe hogesnelheidslijn tussen Nürnberg en Ingolstadt,  een Neubaustrecke (NBS), geschikt voor 300 km/h en om de bestaande spoorlijn tussen Ingolstadt en München deels op te waarderen waarbij het laatste deel bij München geschikt werd gemaakt voor snelheden tot 200 km/h, een Ausbaustrecke (ABS).
Het traject werd door de Deutsche Bahn in 2006 geopend.
- 13 mei 2006: NBS, Nürnberg - Ingolstadt
- 13 mei 2006: ABS, Ingolstadt - München

```
Het jaar 2006 was ook om andere redenen een grote mijlpaal in de verbetering van de verbinding Berlijn-München: want op deze verbinding werd in dat jaar ook het nieuwe station 
Berlin Hauptbahnhof
 geopend en werd ook de spoorlijn Berlijn-Leipzig opgewaardeerd die daarmee geschikt werd voor snelheden tot 200 km/h.
```

De hsl heeft daarmee dus zowel grote betekenis voor het ICE-verkeer naar Berlijn als voor de rechtstreekse ICE-diensten naar Hamburg. Verder wordt de hsl ook gebruikt door ICE's vanuit München met bestemming Frankfurt, en verder naar Keulen en het Ruhrgebied. Doordat de hsl onderdeel is van verschillende vervoersassen zijn er ook veel verschillende soorten ICE's op deze spoorlijn te zien (ICE 1, ICE 2, ICE 3, ICE 4 en ICE T).

### Snelheidsrecord
Op 2 september 2006 werd door locomotief 1216 050 op het traject tussen Nürnberg en Ingolstadt een nieuw snelheidsrecord van 357 km/h bereikt. Hiermee werd het snelheidsrecord uit 1955 van SNCF BB 9004 met 331 km/h verbroken. Voor deze gelegenheid was ook deze locomotief uit het Franse Cité du train naar Kinding gebracht.

## Treindiensten

### DB
De Deutsche Bahn verzorgt het personenvervoer op dit traject met RE / RB treinen.

#### InterCityExpress
De InterCityExpress, afgekort als ICE, zijn de snelste treinen van spoorwegmaatschappij DB Fernverkehr, onderdeel van Deutsche Bahn AG.

## Aansluitingen
In de volgende plaatsen is of was er een aansluiting van de volgende spoorlijnen:

### Nürnberg
- Nürnberg - Augsburg, spoorlijn tussen Nürnberg en Augsburg
- Nürnberg - Bamberg, spoorlijn tussen Nürnberg en Bamberg
- Nürnberg - Cheb, spoorlijn tussen Nürnberg en Cheb
- Nürnberg - Crailsheim, spoorlijn tussen Nürnberg en Crailsheim
- Nürnberg - Feucht, spoorlijn tussen Nürnberg en Feucht
- Nürnberg - Regensburg, spoorlijn tussen Nürnberg en Regensburg
- Nürnberg - Roth, spoorlijn tussen Nürnberg en Roth
- Nürnberg - Schwandorf, spoorlijn tussen Nürnberg en Schwandorf
- Nürnberg - Würzburg, spoorlijn tussen Nürnberg en Würzburg
- Verkehrs-Aktiengesellschaft Nürnberg (VAG), tram en U-Bahn in en rond Nürnberg

### Ingolstadt
- Paartalbahn, spoorlijn tussen Augsburg - Ingolstadt
- Donautalbahn, spoorlijn tussen Regensburg en Ulm
- Ingolstadt - Treuchtlingen, spoorlijn tussen Ingolstadt en Treuchtlingen
- Ingolstadt - Riedenburg, spoorlijn tussen Ingolstadt en Riedenburg

### München Hbf
- Maximiliansbahn, spoorlijn tussen Ulm en München
- Allgäubahn, spoorlijn tussen Buchloe en Lindau
- Isartalbahn, spoorlijn tussen München-Isartalbahnhof (gelegen in Sendling) en Bichl
- München - Garmisch-Partenkirchen, spoorlijn tussen München en Garmisch-Partenkirchen
- München-Pasing - Herrsching, spoorlijn tussen München-Pasing en Herrsching
- München - Regensburg, spoorlijn tussen München en Regensburg
- München - Mühldorf, spoorlijn tussen München en Mühldorf
- München - Flughafen, spoorlijn tussen München en Flughafen München Franz Josef Strauß
- München - Rosenheim spoorlijn tussen München en Rosenheim
- München - Lenggries spoorlijn tussen München en Lenggries
- München - Flughafen München Franz Josef Strauß, S-Bahn tussen München Hbf en luchthaven München Franz Josef Strauß
- U-Bahn München, (MVG) metro München
- Straßenbahn München, (MVG) stadstram

## Elektrische tractie
Het traject werd geëlektrificeerd met een spanning van 15.000 volt 16 2/3 Hz wisselstroom.